# Polocki Fejedelemség
A Polocki Fejedelemség (belorusz nyelven Полацкае княства, oroszul Полоцкое княжество) a Kijevi Rusztól elkülönülő keleti szláv állam volt a mai Fehéroroszország területén. Fővárosa Polock volt. A 13. század közepén elfoglalták a litvánok, névleges önállóságát 1392-ben veszítette el.

## Megalakulása
Már az első évezred közepén megemlítik a krónikások a ruténok nagy városát a Dvina mentén. Saxo Grammaticus a 12-13 sz. fordulóján írt Dánok cselekedeteiben beszámol arról, hogy I. Frodo király, Hading fia csellel megölte Vespasius polocki uralkodót. Az orosz krónikák először 862-ben említik Polockot, mint Rurik államához tartozó várost. A Nyikon-krónika szerint Askold, Kijev ura 872-ben megszállta Polockot, de aztán Oleg elfoglalta Kijevet és megalapította a Kijevi Ruszt. A 10. század második felére a város újra önálló lett. 980-ban a Skandináviából visszatérő Vlagyimir Szvjatoszlavics szövetséget akart kötni Polock fejedelmével és feleségül kérte a lányát, és amikor visszautasították, varég zsoldosaival elfoglalta a várost, megölte Rogvolodot és erővel feleségévé tette Rognyedát. Miután kijevi nagyfejedelem lett, 987-ben a lerombolt Polock közelében megalapította Izjaszlavl városát, amit Rognyedának és kiskorú fiának, Izjaszlávnak adott. Izjaszláv és anyja később újjáépíttette Polockot és áthelyezte oda birtokai központját.
Az önálló fejedelemség kialakulása már Izjaszláv idejében elkezdődött. Birtokai a Kijevi Rusz északnyugati részének meglehetős hányadára kiterjedtek és mivel a Baltikum és a Fekete-tenger közötti kereskedelmi útvonalon feküdt, jelentős jövedelmet biztosított számára; ezt földműveléssel, halászattal-vadászattal és vasművességgel egészítették ki. Izjaszláv fia, Brjacsiszláv 1020-ban kifosztotta Novgorodot, de miközben zsákmányával hazafelé tartott, Jaroszláv nagyfejedelem rátámadt és megfutamította. A következő évben békét kötöttek és a polocki fejedelem megszerezte Vityebszk és Uszvjat városát. Az ellenségeskedések Brjacsiszláv és nagybátyja között azonban ezután is folytatódtak. 

## Vszeszláv uralma

A Kijevi Rusz a 11-12. században

A Polocki Fejedelemség Brjacsiszláv fia, II. Vszeszláv uralkodása (1044—1101) idején élte virágkorát. Eleinte békében élt Kijevvel és 1060-ban közösen harcolt velük a déli nomádok ellen. A polocki Rurikovicsok azonban magukat tartották a kijevi trón jogos örököseinek, mert bár mindketten Vlagyimir nagyfejedelemtől származtak, Izjaszláv idősebb volt, mint Jaroszláv, aki ténylegesen Vlagyimir utóda lett a nagyfejedelmi székben.
Vszeszláv 1065-ben újrakezdte a harcot, ostrom alá vette Pszkovot, majd mikor azzal nem bírt, a következő évben elfoglalta és kifosztotta Novgorodot. Izjaszláv kijevi nagyfejedelem 1067-ben csatában legyőzte a polockiakat, majd csellel elfogta Vszeszlávot és két fiát, Kijevbe vitette és ketrecbe záratta őket.
1068-ban a kijeviek nagy vereséget szenvedtek a besenyőktől, a nagyfejedelem pedig elmenekült, védelem nélkül hagyva fővárosát. A kijeviek 1068. szeptember 15-én kiszabadították Vszeszlávot és kikiáltották nagyfejedelemmé. Izjaszláv lengyel csapatokkal tért vissza, elkergette Vszeszlávot és elvette tőle Polockot is, ahol saját fiát, Msztyiszlávot tette meg fejedelemnek. Vszeszláv a balti vótokhoz menekült és 1071-ben sikerült visszafoglalnia városát és régi birtokait, majd kibékült a nagyfejedelemmel, aki ekkor belháborúkkal volt elfoglalva. 1077-1078-ban újból kiújult a háborúskodás Vszevolod nagyfejedelemmel, majd 1083-ban Vlagyimir Monomah dúlta fel a polocki földeket. 

## A fejedelemség szétesése

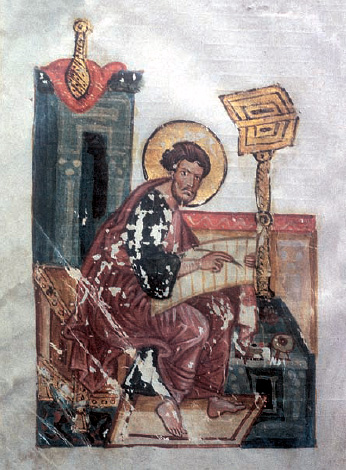
Az orsai evangélium a fejedelemségben készült a 13. században

Hogy elkerülje fiai belháborúját, Vszeszláv még életében szétosztotta birtokait hat (vagy hét) fia között. Halála után az egységes állam így hat (minszki, vityebszki, drucki, izjaszlavszki, logojszki, sztrezsevszki és gorogyeci) részfejedelemségre esett szét. Polock városát a legidősebb fiú, David kapta.
1127-ben Msztyiszláv kijevi nagyfejedelem meghódította Polockot, uralkodóit Bizáncba száműzte és saját fiát, Izjaszlávot ültette a trónra. Őt azonban három évvel később egy népfelkelés elűzte és újra visszatért a régi uralkodócsalád Vaszilkó Szvjatoszlavics személyében. Vaszilkó halála után az újra függetlenné váló fejedelemségben Vszeszláv vérvonalának három ága (a vityebszki, a minszki és a drucki) harcolt a hatalomért; a torzsalkodás meggyengítette az államot és keleti városainak egy részét a szmolenszki fejedelem foglalta el.
A 12. század végén megváltozott a Baltikum helyzete, erősödtek a nyugati (német és dán) kereskedelmi és térítési próbálkozások, a 13. század elején pedig megindultak a balti keresztes hadjáratok. 1201-ben a Nyugati-Dvina - a polockiak egyik legfontosabb hajózási útvonala - torkolatában a németek megalapították Rigát, 1202-ben pedig létrejött a Kardtestvérek rendje. A polocki kereskedelmet súlyosan érintette a hatalmi viszonyok változása, a Nyugati-Dvina alsó folyásánál élő törzsek sem fizették a szokásos adót a fejedelemnek. Vlagyimir polocki herceg már 1203-ban rátámadt a lovagrendre, megostromolta Uexküllt és Kirchholmot és Vjacsko részfejedelem a pogány litvánokkal szövetségben Riga ellen vonult, de csak néhány marhát zsákmányoltak. Több hadjárat - részben a németek, részben a litvánok ellen - után 1216-ra az orosz fejedelemség minden befolyását elvesztette a Nyugati-Dvina torkolatvidékén. Egy népfelkelést követő zűrzavart kihasználva Msztyiszláv Davidovics szmolenszki fejedelem 1222-ben elfoglalta Polockot és unokaöccsét, a kijevi nagyfejedelem fiát, Szvjatoszláv Msztyiszlavicsot ültette a trónra. Azonban 1232-ben már újból a régi dinasztia vityebszki ágának képviselője, Brjacsiszláv volt a fejedelem, akinek lányát, Vasziliszát 1239-ben Alekszandr Nyevszkij vette feleségül. 

## Litván hódítás
Az 1230-1240-es években Mindaugas litván nagyfejedelem egyesítette a litván törzseket és miután döntő vereséget mért a Kardtestvérekre, hódító háborúkba fogott. 1248 körül kiterjesztette hatalmát Polockra is, és unokaöccsét Tautvilast tette meg a város fejedelmének. Tautvilas ezután fellázadt Mindaugas ellen, de 1253-ban kibékültek és visszatért Polockba.
1263-ban Treniota litván herceg meggyilkoltatta Mindaugast és nem sokkal később Tautvilast is. Polock fejedelme Gerdenis lett, de 1267-ben őt is megölték. A Gerdenis utáni uralkodó neve nem ismert, talán a vityebszki Izjaszláv volt az, akit egy 1265-ös oklevél polocki fejedelemként említ. V. Kelemen pápa 1310-es bullája szerint az akkori polocki herceg, Konstantin utódok nélkül halt meg és birtokait a rigai érsekségre hagyta. Vytenis nagyfejedelem azonban - hogy ne rontsa viszonyát az érsekséggel - visszavásárolta tőle a várost. Vytenis fiának Vainiusnak, ő pedig az ő fiának Liubkónak adta tovább Polockot. Ezután Algirdas nagyfejedelem fia Andrias, utána pedig Jogaila nagyfejedelem testvére, Skirgaila birtokolta a várost. Ő volt az utolsó formálisan önálló ura a polocki fejedelemségnek, melyet 1392-ben közigazgatási egységgé minősítettek át, és a későbbiekben helytartók irányították. 1504-ben helyén létrehozták a Polocki vajdaságot. 

## Fordítás
- Ez a szócikk részben vagy egészben  a(z)   Полоцкое княжество című orosz Wikipédia-szócikk ezen változatának fordításán alapul.  Az eredeti cikk szerkesztőit annak laptörténete sorolja fel. Ez a jelzés csupán a megfogalmazás eredetét és a szerzői jogokat jelzi, nem szolgál a cikkben szereplő információk forrásmegjelöléseként.